# Victor Negrescu
Victor Negrescu (n. 17 august 1985, Alba Iulia, România) este un om politic român, vicepreședinte al Parlamentului European din 2024. A ocupat funcția de ministru delegat pentru afaceri europene în Guvernul României între 2017 și 2018 și a fost membru al Parlamentului European în perioada iulie 2014 - iunie 2017. A revenit în legislativul european în februarie 2020, în urma alocării unui nou mandat pentru România după retragerea Regatului Unit din Uniunea Europeană, deținând ulterior funcția de chestor al Parlamentului European în perioada 2023–2024. În 2024, a fost reales europarlamentar și ales vicepreședinte al Parlamentului European.

## Educație și formare
Victor Negrescu s-a născut în 1985, la Alba Iulia, în familia diplomatului Ion Negrescu, menționat în unele surse și sub numele de „Dragoș Negrescu”.
Potrivit unui interviu acordat de tatăl său, rezultă că bunicul lui Victor Negrescu ar fi fost director într-o întreprindere de comerț exterior din domeniul siderurgic în perioada comunistă, însă aceste informații nu au fost confirmate din surse independente.
A urmat studiile preuniversitare în străinătate, la Longchamp School din Bruxelles (1997–1998), Institutul Notre-Dame des Champs din Bruxelles (1998–2001) și liceul „Victor Duruy” din Paris (2001–2004).
A urmat studiile de licență în științe politice, secția de limba franceză, în cadrul Facultății de Științe Politice a Universității din București, pe care a absolvit-o ca șef de promoție. Ulterior, a urmat un program de masterat în afaceri europene și internaționale la Universitatea Pierre Mendès-France / Institut d'Études Politiques (IEP) din Grenoble, beneficiind de o bursă acordată de Agenția Universitară a Francofoniei.
Studiile doctorale în științe politice și afaceri europene au fost realizate la Școala Națională de Studii Politice și Administrative (SNSPA), după efectuarea unui stagiu academic la Colegiul Europei din Bruges. Teza sa de doctorat, intitulată „Politicile europene de cooperare pentru dezvoltare: între relații publice internaționale și politici publice”, a fost apreciată cu calificativul summa cum laude și este considerată prima cercetare de acest tip realizată în România.
În paralel, a urmat un program de MBA în cadrul Academiei de Studii Economice din București, în parteneriat cu CNAM din Paris. De-a lungul carierei, a participat la mai multe programe internaționale de formare profesională, organizate de instituții precum Departamentul de Stat al Statelor Unite, Friedrich Ebert Stiftung, Foundation for European Progressive Studies, Institutul Renner, HarvardX și MITx.

## Experiență profesională
Între 2006 și 2008, Victor Negrescu a lucrat ca jurnalist la RFI România și a colaborat cu publicațiile Le Monde diplomatique și Regard.
În 2008, a fost prezentat într-o publicație economică drept co-acționar al unei companii de consultanță în resurse umane, Esprit Consulting, fondată împreună cu mai mulți colegi de facultate, care își propunea o cifră de afaceri de 100.000 de euro în primul an de activitate. Potrivit CV-ului său public, a făcut parte din consiliul de conducere al companiei multinaționale Webhelp și a fost responsabil de comunicare. Webhelp este unul dintre cei mai mari operatori francezi din domeniul serviciilor de outsourcing și IT.
Victor Negrescu și-a început cariera universitară în 2009, la Universitatea Creștină „Dimitrie Cantemir”. Începând cu 2012, s-a alăturat Departamentului de Relații Internaționale și Integrare Europeană din cadrul Școlii Naționale de Studii Politice și Administrative (SNSPA).
La SNSPA, a contribuit la dezvoltarea programului de master în limba engleză „Development, International Cooperation and Humanitarian Aid” și a fondat Institutul pentru Cooperare Internațională și Dezvoltare, un centru de cercetare în domeniu. De asemenea, a înființat Institute for Global Digital Policies, un centru de cercetare axat pe politici digitale globale, și a susținut lansarea programului de master în limba engleză „Security and Technology”.
De asemenea, a fost prorector al Școlii Naționale de Științe Politice și Administrative (2019), responsabil, conform SNSPA, cu coordonarea unor proiecte și activități specifice dezvoltării profilului european al universității.
A mai predat în cadrul unei mobilități academice la Universitatea din Bologna, iar din 2020 până în 2024 a susținut un seminar privind politici internaționale și europene la Universitatea Saint Louis din Bruxelles, parte a prestigioasei Universități Catolice din Louvain.

## Activitatea politică
Victor Negrescu și-a început activitatea politică în Franța, implicându-se în Partidul Socialist Francez (social-democrat). După întoarcerea în România, a fondat organizația de tineret AEF România, care a reunit peste 1.000 de studenți și elevi și a devenit organizație fondatoare a Uniunii Naționale a Studenților din România (UNSR).
A început să se evidențieze în politica românească odată cu aderarea țării la Uniunea Europeană. A deținut mai multe funcții în cadrul PSD, printre care vicepreședinte al PSD Sector 3 și purtător de cuvânt, președinte al PSD Alba Iulia, vicepreședinte PSD și președinte-coordonator național al PES Activists România — o mișcare de stânga subordonată Partidului Socialiștilor Europeni (PES). În cadrul acestei organizații a desfășurat numeroase campanii sociale și civice.

### Europarlamentar, 2014-2017
Victor Negrescu a candidat în 2014 pe lista PSD pentru Parlamentul European. Deși inițial nu a fost ales, după ce Ecaterina Andronescu, prima de pe listă, a renunțat la mandat, Negrescu, primul sub linie, a preluat funcția de europarlamentar.
În 2015, PSD a înființat Fundația Stânga Democrată, avându-l pe Negrescu ca prim președinte.
A susținut interesele României prin inițierea și depunerea unei petiții semnate de peste 50.000 de cetățeni, intitulată „România cere Schengen”. A fost distins cu premiul Europarlamentarul Anului la categoria Agenda Digitală și Internet.
Victor Negrescu este primul europarlamentar român care a inițiat și obținut aprobarea unui Proiect Pilot – „Accesul la Sănătate pentru persoanele din mediul rural”, în valoare de 1 milion de euro, menit să îmbunătățească accesul la servicii medicale de calitate pentru locuitorii din sate și orașe mici. În primul său mandat, a atras proiecte pilot și acțiuni pregătitoare pentru România în valoare totală de 9,3 milioane de euro.
Tot în domeniul sănătății, a promovat „Garanția Europeană pentru Sănătate”, inițiativă care solicita crearea unui fond european pentru a asigura mobilitatea completă a pacienților între țările UE.

### Ministru pentru afaceri europene, 2017–2019
În iunie 2017, Victor Negrescu a renunțat la mandatul de europarlamentar pentru a prelua funcția de ministru delegat pentru afaceri europene în Guvernul Mihai Tudose.
În această calitate, el a gestionat cu succes procesul de pregătire a Președinției României la Consiliul Uniunii Europene, generând un consens larg la nivelul clasei politice românești și implicând peste 1.500 de experți formați și pregătiți pentru acest scop.
Ca ministru, Victor Negrescu a gestionat procesul de pregătire a Președinției României la Consiliul Uniunii Europene, deși s-a declarat nemulțumit de faptul că meritele pentru această activitate aveau să fie arogate de către Ministerul Afacerilor Externe condus de Titus Corlățean.
De asemenea, în timpul mandatului său, s-a relansat serviciul SOLVIT România, care se ocupă de soluționarea problemelor cetățenilor români din străinătate.
A susținut procesul de integrare europeană a Republicii Moldova, prin relansarea mecanismului de cooperare bilaterală.
O realizare importantă a fost crearea primului format trilateral România–Franța–Germania la nivelul miniștrilor pentru afaceri europene, primele întâlniri având loc la Bruxelles și Berlin.
În contextul referendumului pentru redefinirea noțiunii constituționale de „familie” din 2018, Negrescu a adoptat o poziție moderată, apropiată de liberalismul social, pledând pentru promovarea unei legi privind parteneriatul civil între persoane de același sex. Totuși, în cadrul PSD, dominat de o aripă conservatoare, a fost criticat de Titus Corlățean, care i-a cerut să nu mai facă declarații pe subiecte considerate sensibile.
În 2019, PES Activists România a lansat campania „Românii, cetățeni europeni cu drepturi depline. Pentru crearea unei cetățenii europene”, susținând un proiect care să elimine diferențele dintre drepturile cetățenilor statelor membre ale UE. Petiția a strâns peste 20.000 de semnături și a fost oficial înregistrată și recunoscută de Parlamentul European.
În ianuarie 2020, sub coordonarea lui Negrescu, PES Activists România a inițiat petiția „Pentru oportunități egale în Uniunea Europeană: un salariu minim european!”, prin care susținea stabilirea unui salariu minim național bazat pe un raport de cel puțin 60% între salariul minim brut și salariul mediu brut, conform mecanismului propus în Carta Socială Europeană.
Creșterea vizibilității lui Victor Negrescu, odată cu alegerea sa ca vicepreședinte al PSD, pozițiile sale critice față de Liviu Dragnea (semnând scrisoarea pentru demisia acestuia) și discursul său pro-european au condus, în cele din urmă, la demisia sa de onoare. Negrescu și-a explicat decizia prin faptul că nu susține tendințele suveraniste din PSD și își dorește ca România să devină un actor mai influent în Uniunea Europeană, nu să iasă din aceasta.

### Europarlamentar, 2020–2024
În 2019, a candidat din nou pentru Parlamentul European pe listele PSD, însă, la fel ca în 2014, s-a clasat primul sub linie și nu a obținut inițial un mandat. În 2020, ca urmare a retragerii Regatului Unit din Uniunea Europeană, României i-a fost alocat încă un mandat în Parlamentul European, care a revenit lui Victor Negrescu.
Pe parcursul mandatului său, Negrescu a pledat pentru intensificarea sprijinului acordat românilor din Regatul Unit și a subliniat importanța unei monitorizări active din partea instituțiilor europene în ceea ce privește respectarea drepturilor cetățenilor europeni care locuiesc în această țară.
A deținut funcția de vicepreședinte al Comisiei pentru cultură și educație din Parlamentul European și a fost autorul raportului privind elaborarea unei politici europene în domeniul educației digitale. De asemenea, a fost membru al Comisiei pentru bugete și a activat în cadrul Grupului Alianței Progresiste a Socialiștilor și Democraților.
El a devenit unul dintre cei mai influenți europarlamentari români ai legislaturii respective. Încă din februarie 2020, a obținut alocări bugetare în valoare de 7,8 milioane de euro pentru mai multe proiecte-pilot, atât inițiate de colegi eurodeputați, cât și  cele proprii, în domeniile educației, digitalizării și antreprenoriatului.
La inițiativa sa, Comisia pentru Educație și Cultură din Parlamentul European a adoptat rezoluția „Viitorul educației europene în contextul Covid-19”, care solicită Comisiei Europene o intervenție fermă, inclusiv alocări financiare sporite, pentru susținerea sistemului educațional, reducerea disparităților dintre regiuni și state membre, precum și asigurarea accesului tuturor elevilor, studenților și cetățenilor europeni la educație și formare de calitate. De asemenea, Parlamentul European a aprobat cererea sa ca 10% din fondurile prevăzute în planul european de relansare să fie alocate educației iar 2% sectorului creativ și cultural.
Victor Negrescu a fost raportor alternativ pentru noua strategie dedicată întreprinderilor mici și mijlocii (IMM-uri), propunând în raportul său finanțarea a un milion de noi start-up-uri în întreaga Uniune Europeană.
A fost un susținător activ al Anului European al Tineretului și al Anului European al Competențelor, inițiative pentru care a generat o dezbatere în plenul Parlamentului European privind viitorul politicilor europene pentru tineret. În cadrul acesteia, a propus crearea unui test european menit să implice tinerii în procesul decizional la nivel european. Totodată, a asigurat alocarea unor fonduri semnificative pentru Anul European al Tineretului în bugetul UE și a fost responsabil al Comisiei pentru Educație pentru Anul European al Competențelor.

### Europarlamentar, 2024–
Din iulie 2024, Victor Negrescu este vicepreședinte al Parlamentului European, responsabil pentru transparență, relația cu partenerii sociali și coordonarea legăturilor cu Republica Moldova. Este membru al comisiilor pentru bugete (BUDG), sănătate publică (SANT) și afaceri juridice (JURI), al Delegației pentru relațiile cu SUA și al Biroului Parlamentului.
A fost negociatorul-șef al Parlamentului European pentru bugetul UE 2025, obținând un buget record de aproape 200 de miliarde de euro. A asigurat majorări semnificative pentru educație și tineret, inclusiv 4,3 miliarde EUR pentru Erasmus+.
A contribuit activ la finalizarea aderării României la Spațiul Schengen, fiind primul care a propus public modelul în două etape și sprijinind suplimentarea fondurilor pentru protejarea frontierelor externe. De asemenea, este inițiatorul primului Intergrup pentru Educație din Parlamentul European.